# Besseya gooddingii
Besseya gooddingii là một loài thực vật có hoa trong họ Mã đề. Loài này được Pennell mô tả khoa học đầu tiên năm 1933.